# Revoltas populares contra a ocupação francesa
As Revoltas Populares contra a Ocupação Francesa ocorreram na sequência da declaração de guerra aos Franceses, feita pelo príncipe regente de Portugal, dom João (futuro rei D. João VI), em 9 de Maio de 1808, em resposta à ocupação do território metropolitano de Portugal pelas tropas francesas do Imperador Napoleão Bonaparte.
O sentimento de revolta da população contra a ocupação francesa foi a muito custo contido após a chegada das tropas francesas. O príncipe regente havia porém deixado instruções para não se oferecesse resistência ou oposição aos franceses - "seria mais nociva que proveitosa, servindo só de derramar sangue", dizia o documento real .
A população não pegou assim imediatamente em armas contra o invasor, mas desde a fronteira até Castelo Branco, as tropas francesas não encontraram víveres, deparando-se com as povoações desertas. Famintos e exaustos, os soldados franceses que conseguem chegar a Lisboa inspiram mais pena do que medo.
Ao assumir o comando do Corpo de Observação da Gironda, que deveria invadir Portugal e conquistar Lisboa, o general Junot recebera três ordens de Napoleão:
- 1º - aprisionar o rei português;
- 2º - desagregar o exército português, aliciando os seus quadros para combater fora do país integrados no exército imperial;
- 3º - dissolver as milícias e ordenanças portuguesas.

O general Junot falha o primeiro objectivo, mas vai tentar realizar os outros dois.
No dia 13 de Dezembro de 1807, o general Junot faz uma primeira provocação ao sentimento nacional dos portugueses. Na manhã desse dia, após a sua revista às tropas formadas no Rossio, em Lisboa, a bandeira portuguesa, que até então estava hasteada no Castelo de São Jorge, é substituída pela bandeira tricolor da França enquanto se ouviam salvas de artilharia. Explodiu imediatamente a indignação popular e a revolta, sendo necessária a intervenção militar para conter os protestos e os tumultos que se seguíram. Focos de rebelião espalharam-se pelo país. Distribuem-se panfletos. Grupos de populares passam a assaltar sentinelas francesas e a matar soldados isolados. A repressão aumenta, com o secretário de Estado de Junot, François Herman, a ordenar prisões e fuzilamentos.
Em 11 de Janeiro, Junot publica o decreto de dissolução das milícias e ordenanças. Em princípio, estas organizações militares existiam em todas as 816 terras com jurisdição concelhia, abrangendo todos os homens entre os 18 e os 60 anos. Em Chaves, por exemplo, havia 16 companhias, com 240 homens cada. Estas organizações, que tinham em Portugal séculos de existência, passam à clandestinidade. 
No dia 1 de Fevereiro é solenemente destituído o regente português, proclamando-se que Portugal fica sob a protecção do imperador francês. Mas Napoleão precisa de muito dinheiro, sendo no mesmo dia confiscado "o ouro e prata das igrejas, capelas e confrarias" de todo o país. 
Em Março, a "Legião Portuguesa" constituída por cerca de 10 mil homens enquadrados pelos oficiais que Junot conseguíra aliciar, sai para França sob o comando de D. Pedro de Almeida e Portugal, marquês de Alorna, e do general Gomes Freire de Andrade, forçando a tomar imediatamente medidas para controlar os movimentos dos oficiais portugueses que ficam. Muitos oficiais prestigiados abandonam as fileiras.
Na primavera seguinte, foi tentada uma rebelião em coordenação com os ingleses da esquadra do almirante Cotton que bloqueava a saída do rio Tejo. A falta de meios e de preparação votou-a ao fracasso.
No início de Maio de 1808, porém, a situação vai alterar-se por completo. Em Espanha, ao ser deposta a Casa Real, eclodem imediatamente as revoltas populares por todo o país. Chegara o momento de agir, também em Portugal. Em 9 de Maio, o príncipe regente, dom João, desde a capital portuguesa no Brasil, declara formalmente a guerra contra os Franceses. 
Estava dada a ordem para a revolta portuguesa. Em 6 de Junho, a primeira revolta eclode no Porto. Nesse dia, o general Bellesta prendera o general François-Jean-Baptiste de Quesnel, governador do Porto em nome de Junot, bem como todos franceses que conseguiu apanhar. Com o incentivo do próprio general Bellesta, o príncipe regente de Portugal foi imediatamente aclamado e hasteou-se a bandeira nacional. Com a partida de Bellesta para Espanha, os franceses, com o auxílio do "partido francês" da cidade, ainda conseguem controlar a situação. A notícia desta primeira revolta, embora sem sucesso, correu célere até Trás-os-Montes onde, sob o comando do tenente-coronel Manuel Jorge Gomes de Sepúlveda, antigo governador de armas daquela Província, rapidamente eclode e vence em Chaves, Miranda do Douro, Torre de Moncorvo, Ruivães e Vila Real. São rapidamente organizados alguns regimentos de milicianos, consolidadas a posições patrióticas em Bragança e noutras localidades, o movimento foi seguído por Viana do Castelo, Guimarães, Caminha, retornando ao Porto, onde a população se amotinou no dia 18 de Junho contra os franceses. O capitão João Manuel de Mariz vai dirigir o primeiro impulso levando-o à vitória, sendo nomeada uma Junta Provisional do Supremo Governo do Reino, chefiada pelo bispo do Porto, D. António José de Castro.
Alarmado com a dimensão da revolta popular, Junot ordenou a Loison que se dirigisse ao Porto para restabelecer o domínio francês. Loison saiu de Almeida em 17 de Junho, passando por Lamego, Régua e Mesão Frio. Ao aproximar-se de Padrões de Teixeira, as tropas de Loison - o terrível "Maneta" dos relatos populares - encontraram forte resistência organizada pelo então tenente-coronel Silveira. Os portugueses praticavam uma perturbadora modalidade de guerra, a que os soldados franceses não estavam habituados: a guerrilha. Ao fim de três dias de combates foi forçado a retirar para Lamego e, sempre sob perseguição de camponeses armados, retrocedeu para Viseu, depois para Celorico, reentrando finalmente em Almeida, em 1 de Julho, onde encontrou refúgio na fortaleza.
As revoltas populares vingavam entretanto em Lamego, Viseu, Castelo Branco, Coimbra, Pombal, Figueira da Foz. Em poucos dias, todo o Minho, Trás-os-Montes, Beira Alta e Beira Baixa retornavam às mãos de patriotas portugueses. Em 16 de Junho, as insurreições populares atingiam o Algarve, com a revolta de Olhão na dianteira. Em 19 de Junho, Vila Viçosa proclamou a revolta no coração do Alentejo. Seguiu-se Beja, em 24 de Junho; e Marvão em 26. 
Com a insurreição popular a adquirir carácter nacional, os franceses passaram a fazer toda a espécie de pilhagens e profanações. A violência e a crueldade das forças franceses atingiram os extremos, em especial no Alentejo, sob o comando do general Maransin das forças de Kellerman, calculando-se que possam ter sido assassinadas cerca de mil e duzentas pessoas na cidade de Beja
Por todo o lado, seguindo o exemplo do Porto, constituíram-se juntas governativas, reconhecendo a prioridade e a autoridade nacional à Junta do Porto como Junta Suprema do Reino. Sob a presidência do general Bernardim Freire de Andrade, foi constituída uma comissão militar e lançados impostos para fazer face às despesas de guerra. Uma comissão da Junta do Porto deslocou-se a Londres para obter auxílio militar.
Em 2 de Julho, Junot, vendo-se impotente para travar as revoltas populares, manda concentrar as suas forças à volta de Lisboa. No Alentejo ficaram ainda as forças francesas comandadas por Auril e Kellerman, até que Évora se libertou em 20 de Julho. Quatro dias depois, Loison ainda tentou esmagar a revolta de Évora. Sem qualquer possibilidade de êxito, deixou um rasto de morte e destruição à sua passagem, dirigindo-se para Estremoz e Elvas, onde recebe ordem de Junot para se dirigir a Abrantes. A expedição militar britânica comandada por Arthur Wellesley, 1.º Duque de Wellington, tinha já desembarcado em Lavos, próximo de Buarcos (Figueira da Foz).